# Mad Planets
Mad Planets — аркадная компьютерная игра, выпущенная в 1983 году компанией Gottlieb. Всего было выпущено около 1500 автоматов.

## Игровой процесс
Управляя космическим кораблём, игрок должен уничтожать возникающие в центре экрана планеты. По мере приближения к кораблю игрока, планеты увеличиваются в размере. Полноразмерные планеты сопровождают небольшие спутники, уничтожение которых приводит планету в бешенство (англ. mad). Планета становится красной и начинает активно преследовать корабль игрока. Чем больше времени существует такая планета, тем выше её скорость. Уничтожение планет до того, как они достигли полного размера, даёт бонусные очки. Получить бонусы можно также собирая затерявшихся в космосе астронавтов.
Игрок управляет кораблём при помощи джойстика с кнопкой огня и колеса. Джойстиком выбирается направление движения (вертикально, горизонтально или по диагонали), а колесом осуществляется вращение корабля.
Игра является крайне сложной и быстрой. Игроку предоставляется полная свобода передвижения по игровому пространству. На экране отсутствуют безопасные зоны, а враги появляются со всех направлений.

## Порты
Ввиду специфики игрового процесса и особенностей схемы управления игра не была портирована на домашние игровые системы. Было выпущено лишь два клона игры: Crazy Comets и Mega Apocalypse. Оба вышли на компьютере Commodore 64 и были разработаны Саймоном Николем.